# 3-Aminobenzamide
Le 3-aminobenzamide ou méta-aminobenzamide est un benzamide de formule C7H8N2O, dont le groupe amino se trouve en position méta.

## Préparation
Ce composé peut être préparé par réduction du 3-nitrobenzamide via une hydrogénation catalytique.

## Utilisation
Le 3-aminobenzamide est un inhibiteur compétitif de la poly(ADP-ribose) polymérase (PARP), une enzyme responsable de la réparation de l'ADN, du contrôle de la transcription et de la mort cellulaire programmée. Il pourrait être utilisé à cet égard comme médicament anticancéreux.